# Iulenka
Iulenka (în rusă Юленька) este un film rus din categoria dramă-thriller-mistic, realizat în 2009 și regizat de Aleksandr Strijenov. Scenariul a fost scris de Andrei Kureicik și Grigori Podzemelnîi, iar în rolurile principale sunt: Marat Bașarov, Daria Balabanova și Helga Filippova. Premiera a fost pe 19 februarie 2009 în Rusia.

## Povestea
Un profesor universitar, Andrei Belov, vrea să încetinească un pic ritmul vieții astfel încât se mută cu soția și fiica lui, dintr-un oraș mare într-un orășel și începe o nouă slujbă în calitate de profesor într-o sală de gimnastică pentru fete. Ceva ciudat se întâmplă cu clasa...  fetele par a ascunde un secret. Așa cum se va dovedi mai târziu, aceste fete nu se joacă cu păpuși, ele se joacă cu viețile oamenilor — și, în curând, viața profesorului și a familiei sale sunt puse în pericol de ceva malefic. Pentru ca profesorul să iasă din acest coșmar totul depinde de o fetiță care susține: „tot ce am vrut este mămica mea pentru a fi fericită”.

## Distribuție
- Marat Bașarov - este Andrei Belov, profesor la școală
- Daria Balabanova - este Yulenka, Iulia Maievska, o elevă în clasa lui Andrei Belov
- Oksana Lavrentaeva - este Lera, soția lui Andrei Belov
- Aleksandra Dihne - este Nastia Litvinovici, fiica familiei Belov
- Anna Kaziuciț - este Anna, mama Iulenkăi
- Diana Șpak - este Marina Șimadina